# 诺记轮胎
诺记轮胎（芬蘭語：Nokian Renkaat Oyj）是一家总部设在芬兰诺基亚市，主要生产汽车、卡车、大巴和重型机械的轮胎的公司。芬蘭地處寒冷，公司也以其冬季轮胎而著称，诺记轮胎公司拥有全世界唯一的冬季轮胎永久测试场所。诺记轮胎的商标在芬兰是值得信用的商标。

## 概要
诺记轮胎的重点市场是消费者汽车和交通车更换轮胎的市场及高端雪胎市场，该公司没有给汽车制造商提供新车的轮胎。在业界对标中，这两个市场的高价格给公司带来更大的利润。公司也生产用于轮胎翻新的材料及轮胎气压显示器。公司之前还生产过自行车轮胎，但现在授权给另一家芬兰公司生产。诺记轮胎也拥有一家专注汽车维修及轮胎销售的连锁公司。
公司的历史可以追溯到成立于1865年的水磨制浆厂。在1932年芬兰橡胶厂（Suomen Gummitehdas Oy）开始生产汽车轮胎。1967年有三家公司合并成立了诺基亚公司。当1988年诺基亚公司开始专注移动通讯业务时，轮胎业务从诺基亚集团公司中解析出来，并成立了名为“诺基亚轮胎有限公司”的合资公司。单词是Nokia的所有格，因此的字面意思是“诺基亚的轮胎”。现在，该公司在中国使用的名字是“诺记轮胎”。